# Sonatină

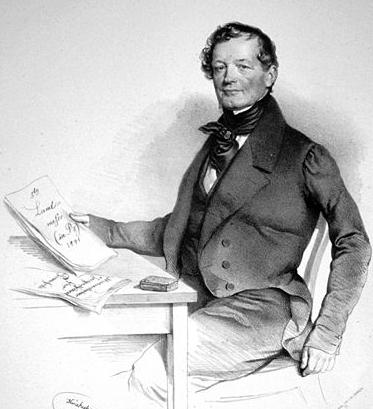
Anton Diabelli

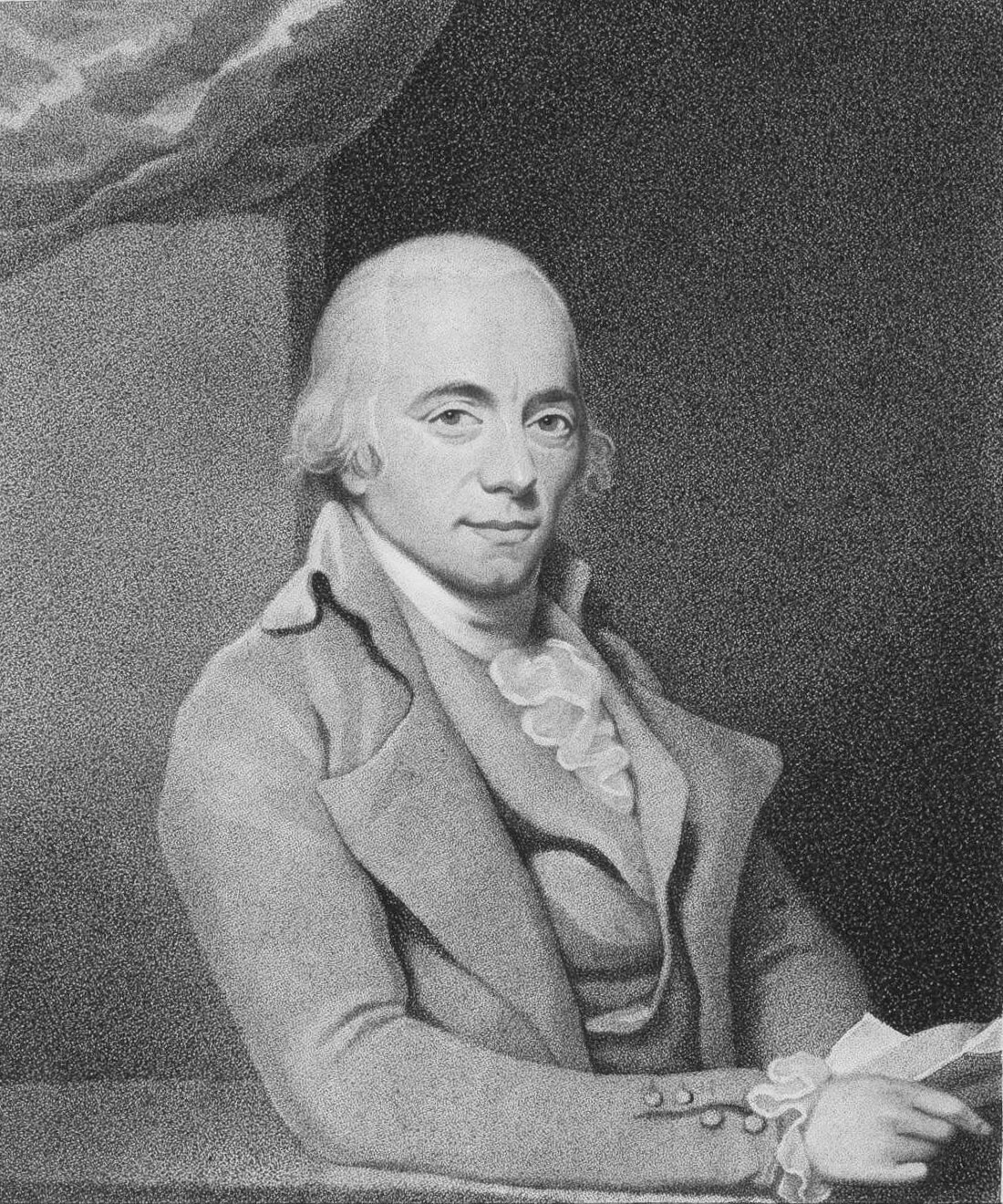
M. Clementi

Sonatina este din punct de vedere literar o sonată mică. Din punct de vedere al muzicii, sonatina nu are o singură definiție strictă, este mai degrabă un titlu aplicat de către compozitor unei piese, care este în forma unei sonate de bază, dar este mai scurtă, mai ușoară, în caracter, sau mai elementară din punct de vedere tehnic, decât o sonată tipică.  Termenul a fost utilizat cel puțin de la barocului târziu. Există un document ce cuprinde o singură mișcare dintr-o piesă de clavecin compusă de Georg Friedrich Handel numită "Sonatina".  Sonatinele sunt cel mai adesea aplicate pentru lucrări de pian (cum ar fi sonatina lui Anton Diabelli op. 151 în do minor), dar un număr considerabil de compozitori au scris sonatine pentru vioară și pian, de exemplu, Sonatina in Sol major pentru vioară și pian de Antonín Dvořák, și, ocazional, pentru alte instrumente, de exemplu, pentru clarinet de Malcolm Arnold.
Titlul de "sonatină" a fost folosit ocazional de Johann Sebastian Bach pentru introduceri scurte orchestrale la lucrările vocale de mari dimensiuni, la fel ca în cantata lui Bach, BWV 106, care este practicată de compozitorul german Nicolaus Bruhns.
La fel ca mulți termeni muzicali, Sonatina este folosită în mod aleatoriu. Pe de altă parte, unele sonate ar putea fi la fel de bine catalogate ca și sonatine. De exemplu: Op. 49 al lui Beethoven, intitulat de către compozitor "Zwei leichte Sonaten für das Pianoforte" ("Două sonatine ușoare pentru clavecin) cuprinde doar două mișcări scurte, o sonată allegro și un rondo scurt (nr. 1). Alte lucrări intitulate "sonatine" sunt atribuite lui Beethoven, ca Sonatina în Fa major.
În general, sonatinele au una sau mai multe dintre următoarele caracteristici: mai puține mișcări decât sonatele clasice din Barocul târziu, simplitatea tehnică, un caracter mai puțin grav decât simplitatea, și (în muzica post-romantică) un stil neo-clasic.
Mișcările sunt, în general, într-o formă prescurtată, cu părți de dezvoltare a temelor. Din acest motiv, o sonatină este uneori definită, mai ales în muzica britanică, ca o scurtă piesă în formă de sonată în care secțiunea de dezvoltare este destul de superficială sau în totalitate absentă: expunerea este urmată imediat de o trecere a unui pasaj muzical mai scurtă. Mișcările ulterioare (cel mult două mișcări) pot fi în oricare dintre formele comune: de exemplu, un menuet sau un Scherzo, o temă lentă cu variații, sau un rondou clasic.

## Compozitori de sonatine pentru pian-solo
- Douglas Lilburn
- Charles-Valentin Alkan
- Béla Bartók
- Ludwig van Beethoven
- Alexander Borodin
- Ferruccio Busoni
- Muzio Clementi
- Anton Diabelli
- Jan Ladislav Dussek
- Zdeněk Fibich
- Stephen Heller
- Dmitri Kabalevsky
- Aram Khachaturian
- Charles Koechlin
- Friedrich Kuhlau
- Heinrich Lichner
- Frank Lynes
- Maurice Ravel
- Jean Sibelius
- Fritz Spindler
- Alexandre Tansman
- George Frideric Handel